# Билялов, Иззет Шевкетович
Иззет Шевкетович Билялов (укр. Іззет Шевкетович Білялов; 13 января 1995, Заветное) — украинский футболист, нападающий. С 2014 года является гражданином России.

## Биография
В детско-юношеской футбольной лиге Украины выступал за «Феникс-Ильичёвец» и симферопольское училище олимпийского резерва (УОР) с 2009 года по 2012 год, сыграв в более чем тридцати играх.
В 2012 году Билялов стал игроком симферопольской «Таврии». В основном играл в юношеском и молодёжном чемпионатах Украины. Единственную игру за основную команду провёл 25 сентября 2013 года в рамках 1/16 финала Кубка Украины против черкасского «Славутича» (1:3). «Таврию» представлял молодёжный состав, а игрой руководил её тренер Адам Сэдлер. В связи с кадровым дефицитом в первой половине сезона 2013/14 Билялов играл за дубль не только как нападающий, но и как защитник. В феврале 2014 года вместе с молодёжкой «Таврии» стал серебряным призёром турнира Крымский подснежник. В связи с расформированием «Таврии» в результате аннексии Крыма Россией получил статус свободного агента.
Во Всекрымском турнире выступал за симферопольский «Скиф». Затем должен был отправиться в Бразилию на турнир для свободных агентов, однако из-за проблем с документами поездка не состоялась. В итоге агент Билялова помог ему трудоустроится в черногорском клубе «Зета», с которым подписал двухлетний контракт. Во всех матчах выходил на замену. Провёл три игры в чемпионате Черногории и одну игру кубка страны. В марте 2016 года побывал на просмотре в белорусском «Немане». Летом 2016 года находился на просмотре в нижнекаменском «Нефтехимике».
В августе 2016 года стал игроком феодосийской «Кафы». В ноябре 2016 года Билялов был дисквалифицирован на три игры Премьер-лиги Крыма и оштрафован на 5 тысяч рублей за нецензурную ругань в адрес судьи после матча с ялтинским «Рубином». По окончании первой части сезона 2016/17 Иззет покинул команду. В феврале 2017 года в составе ялтинского «Рубина» завоевал бронзовые медали на открытом зимнем Кубке КФС. В 2017 году играл в чемпионате Кировского района за команду «Яркое Поле».